# Naima (album d'Eric Dolphy)
Pour les articles homonymes, voir Naima (homonymie).
Naima est un album du musicien américain Eric Dolphy, sorti en Europe en 1987 par le label Jazzway, et plus tard par le label West Wind (en). Quatre des cinq titres ont été enregistrés le 11 juin 1964 dans un studio à Paris en vue d'une diffusion radiophonique pour un programme radio de l'ORTF, neuf jours après la session de Hilversum qui a donné l'album Last Date (en), et dix-huit jours avant la mort de Dolphy,. Le morceau restant, un duo avec le bassiste Ron Carter, a été enregistré à New York City en novembre 1960, lors d'une session qui a également produit trois des morceaux publiés sur l'album Other Aspects (en).
Les morceaux enregistrés ce jour-là représentent les derniers enregistrements commerciaux d'Eric Dolphy,. La musique de la même session d'enregistrement a également été publiée sur l'album Unrealized Tapes (en), sorti en 1988, The Complete Last Recordings : In Hilversum & Paris 1964 (2010), et Paris '64 (2018).

## Contexte
En avril 1964, Dolphy accompagne Charles Mingus et son groupe lors d'une tournée européenne organisée par George Wein. (Les interprétations de cette tournée ont été documentées sur Revenge !, The Great Concert of Charles Mingus, Mingus in Europe Volume I, et Mingus in Europe Volume II). Avant de quitter les États-Unis, cependant, Dolphy dit à Mingus qu'il a l'intention de rester en Europe à la fin de la tournée, plutôt que de rester avec le groupe. Mingus et son groupe retournent aux États-Unis début mai, à ce moment-là, Dolphy s'installe à Paris, d'abord chez un vieil ami de l'armée, et l'intention de s'installer avec sa fiancée, la danseuse Joyce Mordecai. À cette époque, Dolphy commence à jouer au club Le Chat qui pêche avec le trompettiste Donald Byrd et le saxophoniste Nathan Davis, qui apparaissent tous deux sur Naima. (Davis se souvient qu'il n'avait « jamais été dans un groupe qui pratiquait autant que nous [avec Dolphy] ; nous avions des répétitions quotidiennes et jouions tous les soirs de 22 heures à 4 heures du matin »).
Dolphy maintient un emploi du temps chargé au cours des mois suivants. Le 28 mai, il réalise un enregistrement à Paris pour une diffusion radiophonique avec un quartet qui comprend le pianiste Kenny Drew, le bassiste Guy Pedersen, et le batteur Daniel Humair,. Ces titres ont été publiés sur l'album Surrounded 1964-1987 de Humair en 1994, ainsi que sur The Complete Last Recordings : In Hilversum & Paris 1964. Du 29 mai au 2 juin, Dolphy visite les Pays-Bas, où il se produit avec divers ensembles, dont un big band, et où il a enregistré la musique qui serait publiée sur l'album Last Date (en). De retour à Paris, durant le reste du mois de juin, il dirige un certain nombre d'ensembles (dont celui entendu sur Naima), et se produit et enregistre avec le big band de Sonny Grey et les JACE All Stars de Jack Diéval,.
Immédiatement avant sa mort à Berlin le 29 juin, Dolphy avait fait de grands projets. Il a exprimé son intérêt pour une réunion avec les musiciens qui ont joué sur Last Date, et a déclaré qu'il voulait commencer un groupe avec le trompettiste Woody Shaw, le bassiste Richard Davis, et le batteur Billy Higgins. Il envisageait également de rejoindre le groupe d'Albert Ayler, et se préparait à jouer avec Cecil Taylor. En outre, il écrivait un quatuor à cordes intitulé Love Suite.
Les enregistrements du 11 juin sont uniques dans la mesure où, avant ce jour, Dolphy n'avait pas enregistré avec Donald Byrd ou Nathan Davis. En outre, Naima présente la première apparition enregistrée de la composition de Dolphy « Triple Mix », ainsi que la première interprétation par Dolphy de la ballade de John Coltrane « Naima », qui a donné son nom à l'album, en dehors du contexte de l'orchestre de Coltrane. (Le premier enregistrement par Dolphy de l'« Ode à Charlie Parker » de Jaki Byard est apparu sur l'album Far Cry. « G.W. », dédié au chef d'orchestre Gerald Wilson, est apparu à l'origine sur l'album Outward Bound, tandis que « Serene » est apparu à l'origine sur Out There).

## Critique
Dans une critique pour AllMusic, Scott Yanow a écrit : « ce CD trouve le grand Eric Dolphy... en excellente forme... ». Bien que rejoint par une excellente section rythmique française, le trompettiste Donald Byrd et Nathan Davis au ténor, Dolphy est facilement la voix dominante tout au long de ce set plein d'entrain, montrant aux auditeurs qu'il avait encore beaucoup de choses à dire même si son temps était écoulé. Cette importation européenne mérite d'être recherchée. »
Les auteurs du Penguin Guide to Jazz Recordings ont commenté : « Il y a eu des controverses dans le passé à propos de certaines idiosyncrasies contractuelles de West Wind, mais ceci est l'article authentique... Plus qu'un simple pick-up band, les Champs Elysees All-Stars semblent bien connaître la littérature de Dolphy. »

## Pistes
1. Naima (John Coltrane) – 15:12
2. Triple Mix (Eric Dolphy) – 8:20
3. Ode To Charlie Parker (Jaki Byard) – 5:28
4. G.W. (Eric Dolphy) – 5:58
5. Serene (Eric Dolphy) – 7:38

Pistes 1, 3, 4 et 5 enregistrées le 11 juin 1964 à Paris. Piste 2 enregistrée en novembre 1960 à New York.

## Personnel
- Eric Dolphy - saxophone alto, clarinette basse, flûte
- Nathan Davis - saxophone ténor (piste 1)
- Sonny Grey - trompette (pistes 3 et 5)
- Donald Byrd - trompette (piste 1)
- Jack Diéval - piano (pistes 3-5)
- Jacques B. Hess - basse (pistes 1, 3-5)
- Ron Carter - basse (plage 2)
- Jacky Bambou - congas (pistes 1, 3-5)
- Franco Manzecchi - batterie (pistes 1, 3-5)

## Anecdote
L'ORTF diffuse, entre autres, les compositions G.W., Serene et Ode to Charlie Parker dans l'émission Musique aux Champs-Elysées animée par Jack Diéval le 6 février 1966.